# Клир Скай-Лодж (аэропорт)
Аэропорт Клир Скай-Лодж (англ. Clear Sky Lodge Airport), (ИАТА: CLF) — государственный гражданский аэропорт, расположенный в семи километрах к югу от центрального делового района города Клир (Аляска), США.

## Операционная деятельность
Аэропорт Клир Скай-Лодж располагается на высоте 198 метров над уровнем моря и эксплуатирует одну взлётно-посадочную полосу:
- 2/20 размерами 762 x 6 метров с гравийным покрытием.[1]

За период с 31 декабря 2005 года по 31 декабря 2006 года Аэропорт Клир Скай-Лодж обработал 800 операций взлётов и посадок самолётов (66 операций ежемесячно). В данный период все рейсы выполнялись авиацией общего назначения.